# Vochysia acuminata
Vochysia acuminata är en tvåhjärtbladig växtart som beskrevs av August Gustav Heinrich von Bongard. Vochysia acuminata ingår i släktet Vochysia och familjen Vochysiaceae. Inga underarter finns listade i Catalogue of Life.